# Georg Jäger (Historiker)
Georg Jäger (* 1943 in Chur) ist ein Schweizer Kulturhistoriker. Er wirkt im Kanton Graubünden und erhielt 2010 für seine Verdienste den mit 30 000 Schweizer Franken dotierten Bündner Kulturpreis, die höchste kantonale Auszeichnung.

## Leben und Werk
Aufgewachsen ist Jäger in Tschiertschen im Schanfigg. Nach der Matura an der Bündner Kantonsschule in Chur studierte er an der Universität Zürich Geschichte und Germanistik. Anschliessend promovierte er 1976 mit einer Arbeit zum Thema «Aspekte des Krieges und der Chevalerie im 14. Jahrhundert in Frankreich». Von 1973 bis 1976 wirkte Jäger als Lehrer an der Kantonsschule Chur, am Bündner Lehrerseminar und an der Pädagogischen Hochschule Graubünden.
Nach mehreren Jahren der Vorbereitung begründete Jäger 1985 den Verein für Bündner Kulturforschung mit und amtierte als dessen Vizepräsident. 1990 wurde er Geschäftsführer und baute die Forschungsstelle auf, aus der 2002 das Institut für Kulturforschung Graubünden hervorging, dessen Leitung er übernahm.
Jäger war Herausgeber der Forschungspublikationen des Vereins für Bündner Kulturforschung bis zu seiner Pensionierung 2009. 2014 verfasste er zusammen mit Ueli Haldimann und Tibert Keller das von Heinz von Arx herausgegebene Jubiläumswerk Erlebnis Chur-Arosa-Bahn – Streifzug durch das Schanfigg. Schwerpunkt seiner eigenen Untersuchungen ist die Kultur der Walser in Graubünden. Er ist Ehrenpräsident der Walservereinigung Graubünden und Vorsitzender des Vereins Pro Tschiertschen.
Jäger ist verheiratet, Vater von vier Kindern und lebt in Chur.

## Quelle
- Grosse Ehre für einen stillen Schaffer hinter den Kulissen. In: Die Südostschweiz. 24. September 2010, S. 11.